# 第一代薩克維爾子爵喬治·日爾曼
第一代薩克維爾子爵喬治·日爾曼（George Germain, 1st Viscount Sackville，1716年1月26日—1785年8月26日），1782年獲封爵位前稱喬治·日爾曼勳爵（Lord George Germain），是一名英國貴族與托利黨成員。他是多塞特公爵萊昂內爾·薩克維爾的兒子，在首相諾斯勳爵任內擔任殖民地事務大臣（1775—1782）。